# デービッド・カブア
デービッド・カブア（英：David Kabua、1951年 - ）は、マーシャル諸島共和国の政治家。2020年から2024年まで同国の第9代大統領を務めた。同国初代大統領を務めていたアマタ・カブアは父。同国第2代大統領であるイマタ・カブアは従叔父にあたる。日系人である。

## 経歴

### 生い立ち
初代大統領アマタ・カブアとその妻であるエムライン・カブアの息子として、マジュロで生まれた。西のミクロネシア連邦チューク州にあるザビエル高校を1971年に卒業後、ハワイ大学に入学。大学卒業後はマーシャル諸島の学校の非常勤講師として働いていた。

### 政治家として
2007年にオトー環礁代表議員として、マーシャル議会に選出された。2012年から2013年にかけては保健大臣、2014年には内務大臣を務めた。
2020年1月6日、再選を狙っていたヒルダ・ハイネを破り、大統領に選出された。彼は就任後の公約で、国内の気候変動問題、放射性廃棄物が散乱しているエニウェトク環礁問題を解決すると意向を示した。マーシャル諸島と国交がある台湾が国連加盟を認めるよう、国連に求めた。2024年1月2日の大統領選出選挙では逆に16対17でハイネに破れ、翌3日に就任したのに伴い大統領を退任した。